# Nemesgulács
Nemesgulács is een plaats (község) en gemeente in het Hongaarse comitaat Veszprém. Nemesgulács telt 1050 inwoners (2001).